# تفجير مدينة الصدر 1 يوليو 2006
تفجير مدينة الصدر 1 يوليو 2006 هو تفجير حدث عندما قام انتحاري بتفجير سيارة مفخخة في سوق مزدحم بمدينة الصدر، وهي منطقة شيعية في بغداد، حوالي الساعة العاشرة صباحًا، مما أسفر عن مقتل ما لا يقل عن 77 شخصًا وإصابة 96 آخرين.

## أحداث الانفجار
كانت السيارة عبارة عن شاحنة محملة بالفواكه، تحتها "خليط من المتفجرات وقذائف مدفعية، مع كرات حديدية وقطع من المعدن الخردة أضيفت للشظايا" كما أفادت صحيفة واشنطن بوست "انفجرت الشاحنة، التي كان يقودها انتحاري، في شارع مزدحم بالمتاجر، مما ترك حفرة بحجم بركة سباحة في الرصيف." كانت القنبلة قوية بما يكفي لإلقاء بعض الجثث على أسطح المنازل. وأدت القنبلة إلى تدمير 22 كشكًا. كما اندلعت النيران من نوافذ بعض السيارات، إذ دُمّرت 14 سيارة.

## المنفذون
أعلنت جماعة تطلق على نفسها اسم ”أنصار أهل السنة“ مسؤوليتها عن الهجوم. واتهمت الشيعة ”بقتل أهل السنة وإلقاء جثثهم في الشوارع بعد تعذيبهم بشدة.“
كان هذا الهجوم هو الأكثر دموية في العراق منذ مقتل أبو مصعب الزرقاوي. وبعد الهجوم، وبينما كان رجال الإطفاء يخمدون النيران، تجمع حشد غاضب حول حطام السيارة وهتفوا بالولاء لمقتدى الصدر، بينما أدانوا رئيس الوزراء السابق نوري المالكي وحكومته.

## وصلات خارجية
- Iraq war in figures